# 下陰影窩
下陰影窩，是臺灣桃園市楊梅區的一個傳統地域名稱，位於該區西北部。相較於今日行政區，其範圍大致包括豐野里、員本里南半部。

## 歷史
台灣清治末期至日治初期，下陰影窩地區為一街庄，稱為「下陰影窩庄」，隸屬於竹北二堡。該庄西北邊與十五間庄為鄰，東北與番婆坟庄、員笨庄為鄰，東南邊為上陰影窩庄，西南邊為伯公崗庄。
1901年（日治明治三十四年）11月，全台廢縣廳改設二十廳，該庄隸屬於桃仔園廳。1903年（明治三十六年），改名桃園廳。1909年（明治四十二年）10月，合併二十廳為十二廳，該庄隸屬不變。1920年（大正九年），廢十二廳改設五州二廳，該庄改制為「下陰影窩」大字，隸屬於新竹州中壢郡楊梅庄。1941年，楊梅庄升格為楊梅街。
戰後楊梅街改制為楊梅鎮，隸屬於新竹縣，大字亦改制為里。1950年桃、竹、苗分治，楊梅鎮改隸屬於桃園縣。2010年8月，楊梅鎮因人口達15萬而改制為楊梅市。2014年12月，桃園縣升格為直轄桃園市，楊梅市改制為楊梅區。

## 聚落
本地區發展較早的聚落為下陰影窩，在日治期初期的官方地圖上已有記載。此外，本地區尚有富岡（北半部）、北下陰影窩等聚落。

## 交通
台鐵縱貫線是台灣西部縱向鐵路幹線，大致以東南—西北走向轉東北東—西南西走向經過下陰影窩地區南部偏東地帶，並於南部邊界外不遠處設有富岡車站。該站屬三等站，僅停靠區間車，乘客藉此可前往台鐵沿線各站。
省道台31線又稱「高鐵橋下桃園段道路」，是蘆竹至湖口與高鐵並行的平面幹道，大致以東北—西南走向經過本地區東南端。由該道路向東北可前往新屋、中壢、大園、蘆竹的高鐵沿線各地，向西南可前往湖口的高鐵沿線各地。
區道桃110線（中正路、信義街、民富路三段）是十五間至下水尾的道路，也是本地區南側橫向連外道路，大致以橫向轉北北西—南南東走向再轉西北—東南走向再轉橫向再轉西北—東南走向經過本地區西南部邊界地帶，其中東段與台鐵縱貫線並行而位於其北側。由該道路向西轉北可前往十五間的呂屋聚落並止於區道桃106線路口，向東南可前往上陰影窩、水尾並止於市道115號路口。
區道桃106線（民有路二段）是笨港至老飯店的道路，也是本地區北側橫向連外道路，大致以橫向蜿蜒經過本地區北部邊界地帶。由此道路向西轉西北可前往十五間、大坡、笨港並止於省道台15線路口，向東轉東南可前往笨員、上陰影窩的老飯店並止於市道115號路口。
區道桃109線（民生街）是新屋至六股的道路，也是舊跨縣鄉道桃竹109線（新屋至新湖口）改編後的桃園市境內路段，大致以北北西—南南東走向轉東北—西南走向經過本地區中部偏西地帶。由此道路向北北西經番婆坟轉東北可前往新屋並止於市道114號路口，向西南可前往伯公岡西部六股聚落西北側並止於縣市界，續行可接新竹縣鄉道竹109線前往新湖口。　
區道桃111線（民安路）是老飯店至上四湖的道路，大致以東北—西南走向轉北北東—南南西走向經過本地區東南部邊界地帶。由該道路向東北轉東南再轉東北可前往上陰影窩地區的老飯店聚落並止於縣道115號路口，向南南西轉西南可前往三湖、上四湖交界處並止於區道桃13線路口。

## 學校
- 富岡國中
- 富岡國小

## 廟宇
- 集義祠（陰廟）